# Mauston
Mauston is een plaats (city) in de Amerikaanse staat Wisconsin, en valt bestuurlijk gezien onder Juneau County.

## Demografie
Bij de volkstelling in 2000 werd het aantal inwoners vastgesteld op 3740. In 2006 is het aantal inwoners door het United States Census Bureau geschat op 4253, een stijging van 513 (13,7%).

## Geografie
Volgens het United States Census Bureau beslaat de plaats een oppervlakte van 10,6 km², waarvan 9,5 km² land en 1,1 km² water. Mauston ligt op ongeveer 269 m boven zeeniveau.

## Plaatsen in de nabije omgeving
De onderstaande figuur toont nabijgelegen plaatsen in een straal van 20 km rond Mauston.